# Blohm & Voss Bv P.188
De Bv P.188 is een project voor een bommenwerper dat werd ontwikkeld door de Duitse vliegtuigbouwer Blohm und Voss.
Er werden voor dit project twee uitvoeringen ontwikkeld.

## Uitvoeringen

### Bv P.188.01
Dit eerste ontwerp was ontwikkeld rond een gepantserde ronde buis waarin de brandstof zou worden opgeslagen. De vleugels waren hoog tegen de rompzijkant geplaatst en hadden een speciale vorm. De binnenvleugels waren voorzien van een pijlstand van 20 graden achterwaarts terwijl de buitenvleugels een pijlstand hadden van 20 graden voorwaarts. Men hoopte dat deze constructie voor betere prestaties zou zorgen, zowel bij hoge als lage snelheid. De constructie had echter wel tot gevolg dat er een probleem ontstond waarbij er druk werd opgebouwd bij de vleugeltippen. Dit probleem werd opgelost door de buitenvleugels de mogelijkheid te geven zich over 12 graden te kunnen verstellen.
Het hoofdlandingsgestel bestond uit twee tandemwielen onder de romp. Aan de vleugeltippen waren wel kleine hulpwielen geplaatst. In de staartsectie was een duikrem geplaatst. Er waren vier Junkers Jumo 004C-straalmotoren aangebracht. Deze bevonden zich in aparte motorgondels onder de binnenvleugels. De bemanning bestond uit twee man dit zich in de cockpit bevonden. Deze was als drukcabine uitgevoerd en bevond zich in de rompneus. Men had geen defensieve bewapening aangebracht en dacht dat de snelheid van het toestel voldoende bescherming zou bieden. De bommenlading bestond uit 1.000 kg die intern moest worden vervoerd.

### BV P.188.04
Dit was merkwaardig genoeg het tweede en laatste ontwerp voor het Bv P.188-project. Het ontwerp was voor het grootste deel gelijk aan het eerste op een paar kleine aanpassingen na. De motoren waren nu in twee gondels aangebracht en er was een hulplandingsgestel in iedere motorgondel ondergebracht. Dit ontwerp wilde men wel van een defensieve bewapening voorzien en was uitgerust met een op afstand bediende FDL 131Z-geschutskoepel met twee 13mm-MG131-machinegeweren in de romponderkant en eenzelfde koepel in de rompachterkant. De bommenlading was opgevoerd naar 2.000 kg en werd nog steeds intern vervoerd. De staartsectie had ook een V-vorm gekregen.
- Spanwijdte: 27 m.
- Lengte: 17,55 m.
- Maximumsnelheid: 820 km/uur.